# 메데아 자파리제
메데아 발레리아니스 아술리 자파리제(조지아어: მედეა ვალერიანის ასული ჯაფარიძე, 1923년 2월 20일 ~ 1994년 5월 31일)는 조지아의 배우이다.